# Chlamydoselachus goliath
Espèce
Chlamydoselachus goliath est une espèce éteinte de requins du Crétacé.